# Ghiacciaio Bowman
Il Ghiacciaio Bowman (in lingua inglese: Bowman Glacier) è un ghiacciaio antartico profondamente incassato, lungo 70 km che fluisce dall'Altopiano Antartico tra il Quarles Range e il Rawson Plateau nei Monti della Regina Maud, in Antartide. Termina il suo percorso andando a entrare nella Barriera di Ross, appena a ovest del flusso del Ghiacciaio Amundsen.
Fu scoperto nel dicembre 1929 dal gruppo geologico guidato da Laurence Gould (1896-1995), che faceva parte della prima spedizione antartica capitanata dall'esploratore polare Richard Evelyn Byrd. La denominazione fu assegnata dallo stesso Byrd in onore di Isaiah Bowman, eminente geografo che fu anche presidente dell'Università Johns Hopkins, nel 1935–49, e direttore dell'American Geographical Society, nel 1915–35.